# Galeopsis pubescens
Galeopsis pubescens es una planta de la familia de las lamiáceas.

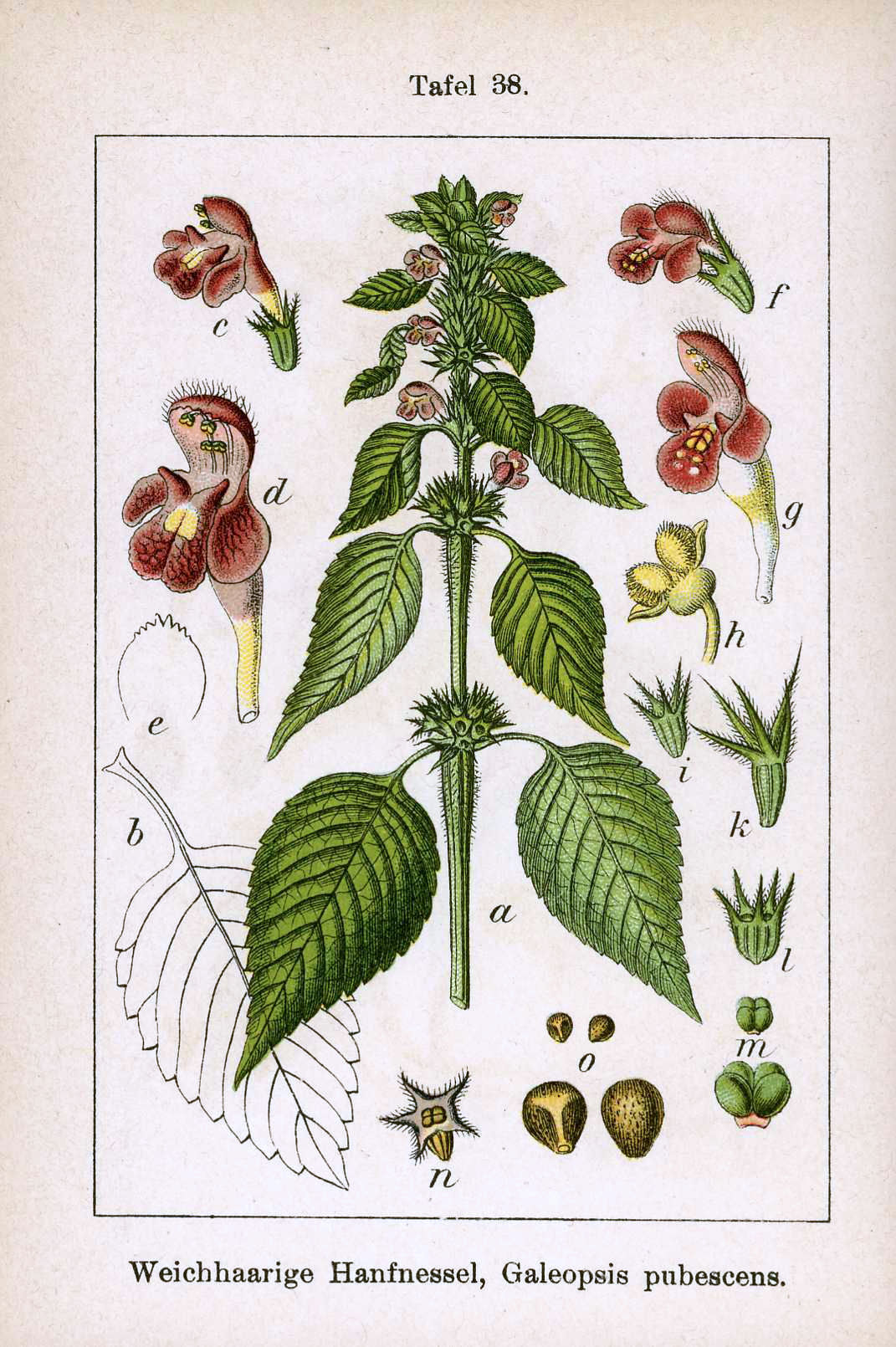
Ilustración

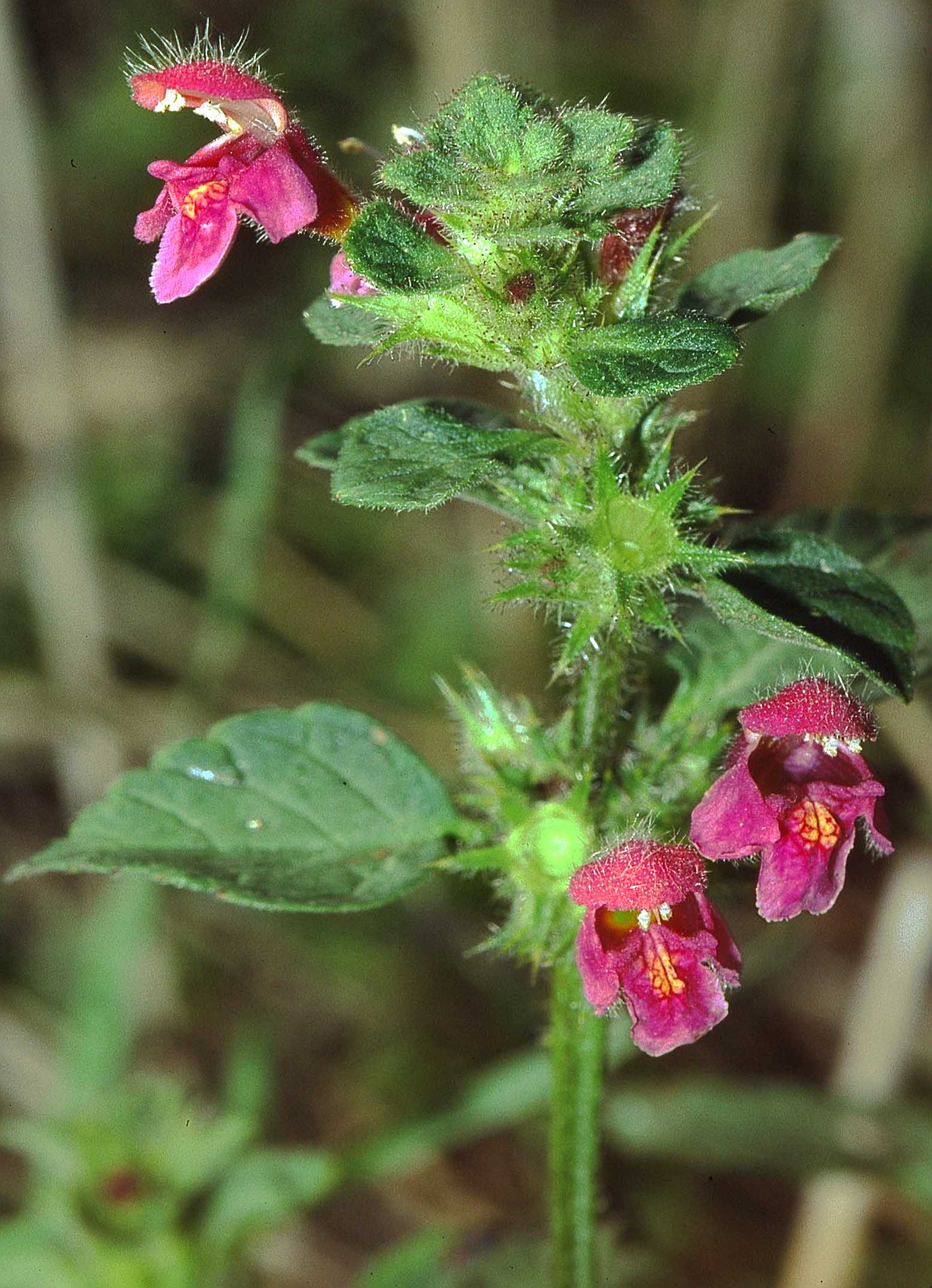
Vista de la planta

## Descripción
Difiere de Galeopsis tetrahit en tener densos pelos en los cuatro lados del tallo. Flores rojo rosáceas brillantes, normalmente con manchas amarillas de 2-2,5 cm, con amplio lóbulo central redondeado del labio inferior. Planta anual de hasta 50 cm, y hojas ovadas, puntiagudas y dentadas. Florece en verano.

## Hábitat
Bosques, setos, junto a caminos.

## Distribución
Francia, Alemania, Eslovenia, Croacia, Polonia, Serbia, Albania, Austria, República Checa, Eslovaquia, Suiza, Hungría, Italia, Rumanía, Rusia y tal vez en Bulgaria. Introducida en Bélgica y Holanda.

## Taxonomía
Galeopsis pubescens, fue descrita por Willibald S.J.G. von Besser  y publicado en Prim. Fl. Galiciae Austriac. 2: 27 1809.
Etimología
Galeopsis: nombre genérico creado por Linneo en 1753 pensando, en la forma de "casco" del labio superior de la corola. El término puede derivar del griego: galè = "comadreja" y opsis = "apariencia", y esto tal vez debido a que la flor se asemeja vagamente a una comadreja.
pubescens: epíteto latino que significa "peluda"
Sinonimia
- Galeopsis tetrahit var. pubescens  (Besser) Benth. in A.P.de Candolle, Prodr. 12: 497 (1848).
- Galeopsis walteriana Schltdl., Fl. Berol. 1: 320 (1823).
- Galeopsis versicolor Spenn., Fl. Friburg. 2: 394 (1826), nom. illeg.
- Galeopsis variegata Wender., Fl. Hassiaca: 195 (1846).
- Galeopsis ladanum var. grandiflora Rigo, Pl. Ital. Bor.: ? (1878).
- Galeopsis murriana Borbás & Wettst. ex Murr, Oesterr. Bot. Z. 38: 238 (1888).
- Galeopsis subspeciosa Borbás, Term. Füz. 17: 65 (1894).[4]